# Денситометр

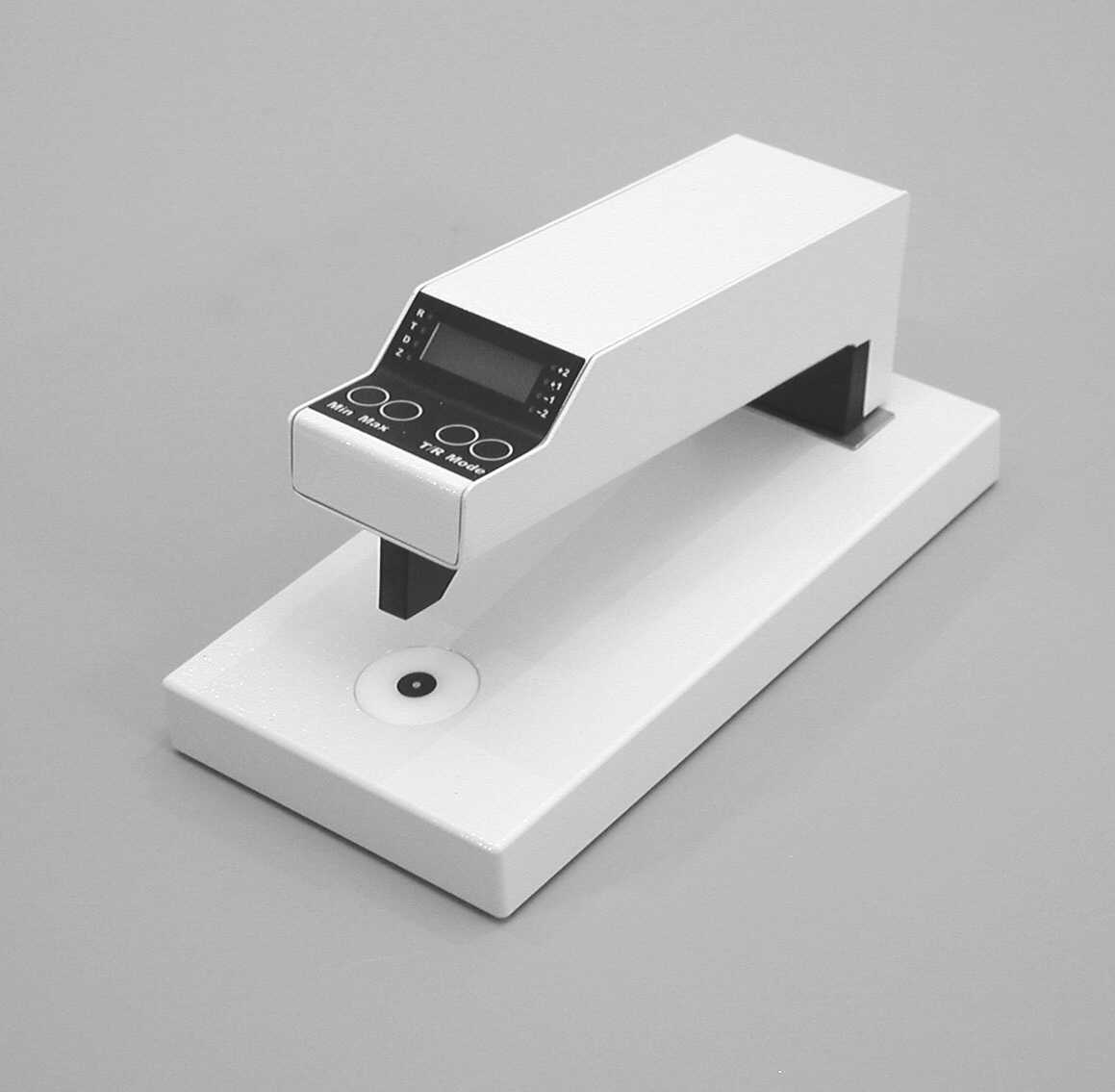
Heiland Densitometer TRDZ 1

Денситометр (англ. Densitometer) — прилад для вимірювання ступеня затемнення (оптичної густини) фотографічних матеріалів. Використовується у фотографії та кіновиробництві для перевірки світлочутливих матеріалів, у поліграфії для визначення колірних невідповідностей тиражного відбитка.
Також спеціалізовані денситометри використовують у рентгенівській дефектоскопії для стеження за якістю рентгенівських знімків контрольованих об'єктів.